# Clinohelea longipalpis
Clinohelea longipalpis är en tvåvingeart som beskrevs av Jean-Jacques Kieffer 1918. Clinohelea longipalpis ingår i släktet Clinohelea och familjen svidknott. Inga underarter finns listade i Catalogue of Life.